# Кузнецов, Яков Яковлевич
Яков Яковлевич Кузнецов — советский хозяйственный, государственный и политический деятель, Герой Социалистического Труда.

## Биография
Родился в 1911 году в селе Недостаево, ныне Рязань. Член КПСС с 1930 года.
В 1929 году поступил на кораблестроительный факультет Ленинградского политехнического института. Через год факультет был преобразован в самостоятельный вуз. В результате Яков Яковлевич Кузнецов получил диплом Ленинградского кораблестроительного института.
С 1935 года — на хозяйственной, общественной и политической работе. В 1935—1972 гг. — мастер, строитель на Черноморском судостроительном заводе, директор Севастопольского морского завода имени Серго Орджоникидзе, строитель на Северной верфи Ленинграда, заместитель главного строителя на Северном машиностроительном предприятии, главный строитель, главный инженер, директор Балтийского завода.
Указом Президиума Верховного Совета СССР от 25 июля 1966 года присвоено звание Героя Социалистического Труда с вручением ордена Ленина и золотой медали «Серп и Молот».
Умер в Ленинграде в 1986 году.